# ISO/IEC 8859-7
ISO/IEC 8859-7:2003(Information technology — 8-bit single-byte coded graphic character sets — Part 7: Latin/Greek alphabet)은 ASCII 기반 표준 문자 인코딩의 ISO/IEC 8859 시르즈의 일부로, 1987년 첫 에디션이 출판되었다. 비공식적으로 Latin/Greek로 호칭된다. 현대의 그리스어를 지원하기 위해 설계되었다. 오리지널 1987년 버전의 표준은 1986년 출판된 그리스어 국가 표준 ELOT 928과 동일한 문자 할당을 사용하였다. IBM은 코드 페이지 813을 ISO 8859-7로 할당하였다. (IBM CCSID 813이 오리지널 인코딩이다.
CCSID 4909는 유로 사인을 추가한다. CCSID 9005는 추가적으로 드라크마 사인과 ypogegrammeni를 추가한다.)
현대의 애플리케이션에서는 그리스어에 유니코드, 특히 인터넷상에서는 UTF-8 인코딩가 선호된다.